# Frédéric Norbert
 (mai 2014).
Pour les articles homonymes, voir Norbert.
Frédéric Norbert, né le 25 juillet 1953 dans le 10e arrondissement de Paris, est un acteur, chanteur et danseur français.

## Biographie
Frédéric Norbert prend des cours d'art dramatique au cours Simon puis avec Jean-Laurent Cochet au théâtre Édouard-VII. La comédienne Madeleine Ozeray le choisit alors pour être sa marraine de théâtre et le présente à Dominique Besnehard. Marquant ses débuts au cinéma par des apparitions dans les comédies populaires de Gérard Oury (La Folie des grandeurs, Les Aventures de Rabbi Jacob), son premier rôle majeur est celui du roi d’Escavalon dans Perceval le Gallois d’Éric Rohmer, aux côtés de Fabrice Luchini. Il incarne ensuite une variété impressionnante de personnages dans plus de 40 films notamment de Paul Vecchiali et de Jean-Claude Biette, avec lesquels une longue collaboration s’instaure.
Ses talents pour la danse et le chant lui permettent aussi de participer au théâtre à des comédies à succès comme La Cage aux folles de Jean Poiret et Les Parapluies de Cherbourg de Jacques Demy et Michel Legrand. Il joue avec aisance aussi bien le répertoire classique (Molière, Marivaux, Beaumarchais) que contemporain (Robert Badinter, Edward Albee, Tankred Dorst).
Accompagnant Zizi Jeanmaire sur la scène de Bobino, il poursuit ensuite sa carrière aux États-Unis dans des comédies musicales à succès de Broadway (Cabaret, Funny Girl, Gigi, La Blonde ou la Rousse) et comme meneur de revues du Café Versailles à New York et de l’Alcazar de Paris à Las Vegas. De retour à Paris, il interprète le premier rôle dans Cats de T. S. Eliot et Andrew Lloyd Webber, qui reçoit le Molière du spectacle musical en 1989.
Récemment, Frédéric Norbert a joué dans Jours de France de Jérôme Reybaud, film sélectionné notamment à la Semaine internationale de la critique du festival de Venise. En 2021, il interprète un ténor du barreau dans  Enquête sur un scandale d’État de Thierry de Peretti et joue son propre rôle aux côtés de Anna Gaylor dans Si loin, si proche 2 de Aytl Jensen.
Son timbre de voix (baryton-basse) lui donne l’opportunité d’exercer régulièrement en tant que comédien de doublage pour des films d'animation et des séries télévisées (La Reine des neiges, X-Men Origins, Chicken Run, Siska, Les Enquêtes de Morse…).

## Théâtre
- 1971 : Oscarine ou les tournesols de Liliane Wouters, mise en scène Madeleine Ozeray et Patrick Dutertre, théâtre Daniel-Sorano à Vincennes
- 1973–1976 : La Cage aux folles de Jean Poiret, mise en scène de Pierre Mondy, théâtre du Palais-Royal à Paris
- 1973 : Le Bourgeois gentilhomme de Molière, mise en scène de Jean Le Poulain, théâtre Montansier à Versailles
- 1976 : Le Genre humain de Jean-Edern Hallier, mise en scène Henri Ronse, Espace Pierre Cardin
- 1977 : Le Médecin malgré lui de Molière, mise en scène de Bertrand Espouy, Théâtre 14 à Paris
- 1978 : Un vieux Peter Pan (The Shallow Depth) de Michael Sharp, adaptation et mise en scène de Frank Bertrand, théâtre Le Sélénite à Paris
- 1991 : Paysage de et avec Philippe Chemin, mise en scène de l’auteur, Hôpital éphémère, Paris
- 1993–1994 : La Double Inconstance de Marivaux, mise en scène de Francis Sourbié, Théâtre Clavel, Paris
- 1994 : Zoo Story d’Edward Albee, mise en scène de Gérard Lartigau, festival d’Avignon
- 1995 : Le Barbier de Séville de Beaumarchais, mise en scène de Christian Grau-Stef, Théâtre du Gymnase, compagnie Ecla Théâtre
- 1995 : C.3.3 de Robert Badinter, mise en scène Jorge Lavelli, théâtre national de la Colline
- 1997 : Six personnages en quête d’auteur de Luigi Pirandello, mise en scène de Jorge Lavelli, théâtre Tournée et Eldorado (auj. théâtre Comedia)
- 1999 : Nuit de chasse de Micheline Parent, mise en espace de Marc Delaruelle, Studio-Théâtre de la Comédie-Française
- 2002 : C’était Bonaparte, spectacle musical d’Alain Decaux et Paul Lombard, mise en scène de Robert Hossein, Palais des sports de Paris
- 2004 : Métro de Marie de Beaumont, mise en scène d’Olivier Schneider, théâtre de la Tempête à Vincennes
- 2004 : Couples, courtes, Courteline de Georges Courteline, mise en scène de Jérémy Martin, Théâtre de Nesle à Paris
- 2005 : Merlin ou la terre dévastée de Tankred Dorst, mise en scène de Jorge Lavelli, Nuits de Fourvière / MC93 Bobigny
- 2010 : Du côté de chez Swann de Proust, lecture mise en espace de Frank Bertrand (Vingtième théâtre) avec Dominique Blanchar, Claude Aufaure, Frédérique Meininger, Catherine Morin, Annick Le Goff et Frank Bertrand
- 2014 : Moi je crois pas de Jean-Claude Grumberg, lecture mise en scène de Chantal Charrier avec Anne Brissier, Théâtre du Bourg-Neuf, Avignon

## Spectacles musicaux
- 1977 : Jeanne d’Arc et ses copines de Louis Thierry, mise en scène, décors et costumes de l’auteur, théâtre du Marais à Paris
- 1978 : Zizi Jeanmaire à Bobino, Paris, mise en scène de Roland Petit
- 1979 : Les Parapluies de Cherbourg, comédie musicale en deux actes de Jacques Demy et Michel Legrand, mise en scène de Raymond Gérôme, théâtre Montparnasse à Paris
- 1980 : Alcazar de Paris, revue de François Vicente, Desert Inn Hôtel, Las Vegas, (Nevada)
- 1980–1981 : Casino de Paris, revue, Dunes Hôtel, Las Vegas, (Nevada)
- 1981 : The Lady and the Outlaws, male strip show, Country Club, Las Vegas
- 1981 : The Great American Dream, revue, Sahara Hôtel, Lake Tahoe, (Nevada)
- 1982 : The French Collection, revue, Riviera Hilton, Palm Springs (Californie)
- 1982 : Steppin’ Out, revue à grand spectacle de Frédéric Apcar, Harrah’s Hôtel, Atlantic City (New Jersey)
- 1983 : Paris in New York, revue de Leonard Miller, Café Versailles, New York
- 1984 : Pal Joey (La Blonde ou la Rousse), comédie musicale en deux actes de Lorenz Hart, John O’Hara et Richard Rodgers, mise en scène de Scott Robinson, Mac Haydn Theater, Chatham, New York
- 1984 : Joseph and the Amazing Technicolor Dreamcoat, comédie musicale en deux actes de Tim Rice et Andrew Lloyd Webber, mise en scène de Leslie Eberhard, Mac Haydn Theater, Chatham, New York
- 1984 : C’est si bon, revue de Leonard (Lenny) Miller, Café Versailles, New York
- 1985 : Gigi, comédie musicale en deux actes d’Alan Jay Lerner et Frederick Loewe, mise en scène de Joseph Patton, Mac Haydn Theater, Chatham, New York
- 1985 : Funny Girl, comédie musicale en deux actes d’Isobel Lennart, Bob Merrill et Jule Styne, mise en scène de Leslie Eberhard, Mac Haydn Theater, Chatham, New York
- 1986 : La Valise en carton, comédie musicale française en deux actes de Françoise Dorin et Pascal Auriat d’après le livre biographique de Linda De Suza, mise en scène de Michel Roux, Casino de Paris
- 1988 : Cabaret, comédie musicale en deux actes de Fred Ebb et John Kander, d’après le roman de Christopher Isherwood, mise en scène de Dennis Edenfield, Mac Haydn Theater, Chatham, New York
- 1989–1990 : Cats, comédie musicale en deux actes de T. S. Eliot et Andrew Lloyd Webber, mise en scène de Gillian Lynne, théâtre de Paris - Molière du meilleur spectacle Musical
- 1995 : Gigi, comédie musicale en deux actes d’Alan Jay Lerner et Frederick Loewe, mise en scène de Joseph Patton, Mac Haydn Theater, Chatham, New York
- 1996 : Martin de Touraine, spectacle musical de Fabienne Thibeault et Jean-Pierre Debarbat, Palais des Congrès de Tours
- 1997 : La Cage aux folles, comédie musicale en deux actes de Jerry Herman et Harvey Fierstein, d’après la pièce de Jean Poiret, mise en scène : Dennis Edenfield, Mac Haydn Theater, Chatham, New York
- 2000 : Quand la guerre sera finie, comédie musicale de Marie-Céline Lachaud, SACD
- 2006 : Gédéon, conte musical jeune public de Jean-Louis Bauer, mise en scène de Bernadette Le Saché, Palais du Nouveau Siècle, Lille
- 2008 : Audimat ! de Tancrède et Fabrice Lehmann au Trianon, mes : Stéphan Druet, nomination : Marius du Meilleur Spectacle Musical.
- 2010 : « Concert en hommage aux B’way Shows » lors de La Nuit Blanche, avec Manon Landowski (Théâtre 14, le 2 octobre) avec Raphaël Sanchez pianiste, Lionel Privat guitare et contrebasse, Clément Hoffmann son et Olivier Hussenet.

## Filmographie

### Cinéma
- 1971 : Le Sauveur de Michel Mardore : le fils
- 1972 : La Folie des grandeurs de Gérard Oury : le page
- 1973 : Les Aventures de Rabbi Jacob de Gérard Oury : le livreur de fleurs
- 1974 : L'Idole des jeunes d'Yvan Lagrange : le batteur des Chaussettes Noires
- 1975 : La Rage au poing d’Éric Le Hung : Michou
- 1976 : Le Théâtre des matières de Jean-Claude Biette : le médecin
- 1977 : La Machine de Paul Vecchiali : Fred
- 1978 : Perceval le Gallois d'Éric Rohmer : le roi d’Escavalon
- 1980 : L'Ombre d'un jeu de Uziel Péres : le préposé
- 1995 : Charles West et la malédiction d’Astaroth d’Éric Khodja et Jean-Antoine Lacolle : Charles West (court métrage)
- 1998 : Trois Ponts sur la rivière de Jean-Claude Biette : Charles
- 1999 : En face de Mathias Ledoux : le fleuriste
- 2001 : Tu ne marcheras jamais seul de Gilles Chevalier : le présentateur télévisé
- 2003 : Saltimbank de Jean-Claude Biette : Hans Kalender[1]
- 2004 : À vot’ bon cœur de Paul Vecchiali : le membre de la Commission d’avance sur recettes[2]
- 2006 : Et + si @ff de Paul Vecchiali : la nuiteuse, travesti
- 2006 : Bareback ou la Guerre des sens de Paul Vecchiali : Ferdinand
- 2008 : Humeurs et rumeurs de Paul Vecchiali
- 2016 : Jours de France de Jérôme Reybaud : l'homme de l'opéra
- 2018 : Un peuple et son roi de Pierre Schoeller : l'évêque de Langres
- 2021 :   Enquête sur un scandale d’État  de Thierry de Peretti : l'avocat Georges Bonnard
- 2022 : Si loin, si proche 2 de Aytl Jensen : Frédéric Norbert

### Télévision
- 1971 : Le Butin de Colombert de Tony Davenall : Pierre Bertrand (6 épisodes)
- 1980 : Les 400 coups de Virginie de Bernard Queysanne: l'amant péniche (saison 1, épisode 5)
- 1984 : The Edge of Night de Richard Pepperman : le serveur (épisode 393)
- 1986 : La griffe du destin (Sins) de Douglas Hickox : Gérard De Vigny (saison 1, épisode 1)
- 1986 : À titre posthume de Paul Vecchiali : Le directeur de vidéo
- 1986 : Série portrait : Rudolph Valentino  de Henri Polage : Rudolph Valentino
- 1986 : Spot publicitaire pour Skip : un danseur
- 1987 : Alka Seltzer : médicament pour la digestion (spot publicitaire)
- 1989 : Paire d'as (Diamonds) de Keith Johnson : Le joueur de billard (saison 2, épisode 22) The Silver Leaf , La Feuille d’argent
- 1989 : Les Jurés de l'ombre de Paul Vecchiali : l'indic
- 1991 : Le voyageur (The Hitchhiker) de Jacques Richard : Bernard (S06-E19) Les complices, Secrets
- 1991 : The Josephine Baker Story de Brian Gibson : le danseur
- 1991 : Cas de divorce de Gérard Espinasse : Francis Jardin (S01-E34)'Jardin contre Jardin
- 1993 : Catherine Courage de Jacques Ertaud : l'avocat
- 1996 : K par K change votre fenêtre de Michel Laforêt (spot publicitaire)
- 1997 : La Fille des nuages de Henri Helman : Renaud
- 1998 : Victor Schœlcher, l'abolition de Paul Vecchiali : Ledru-Rollin
- 2005 : Crimes ordinaires de Michel Reynaud : Bernard Lanou (épisode 14 « Plein ciel ») réalisation : Frédéric Berthe
- 2006 : Préjudices de Michel Reynaud : Florian Bruni (épisode 1, épisode 83 « Détournement ») réalisation : Frédéric Berthe
- 2011 : La Nouvelle Blanche-Neige de Laurent Bénégui : le SDF
- 2013 : Michel Serrault, la fureur de rire de Serge Khalfon pour l'émission de France 2 « Un jour, un destin »
- 2014 : Visite guidée au Théâtre du Palais-Royal , magazine de la chaîne théâtre
- 2014 : La Loi de Christian Faure : Robert Ballanger
- 2021 : Les aventures d'Aytl Jensen d’Aytl Jensen : Frédéric (saison 1, épisodes 5 « Je t'aime, mais… » et 9 « Le casting ») avec Anna Gaylor
- 2023 : Merci Zaza, la folle histoire de la Cage aux Folles de Christophe Duchiron pour la chaîne Paris Première

## Doublage
Sources : Doublage Séries Database et Planète Jeunesse

### Cinéma

#### Films
- Timothy Spall dans :
  - Topsy-Turvy (1999) : Richard Temple
  - Peines d'amour perdues (2001) : Armado
- Jeff Chase (en) dans :
  - Le Flingueur (2011) : Burle
  - Évasion 3 : The Extractors (2019) : Frankie
- 1975 : La Marche triomphale : ? (?)
- 1977 : Enquête à l'italienne : ? (?)
- 2004 : Open Range : ? (?)
- 2005 : American Pie Présente : No Limit! : Vegas (Jim Jackman)
- 2009 : X-Men Origins: Wolverine : Fred Dukes (Kevin Durand)
- 2009 : 2012 : le speaker de l'aéroport de Las Vegas [Qui ?] et un soldat [Qui ?]
- 2009 : Vic le Viking : Sven le peureux (Günther Kaufmann)
- 2010 : Faster : ? (?)
- 2011 : Transformers 3 : La Face cachée de la Lune : Sideswipe (James Remar) (voix)
- 2012 : Arbitrage : Chris Vogler (Bruce Altman)
- 2012 : Jack Reacher : ? (?)
- 2013 : Le Congrès : ? (?)
- 2014 : Blackout total : le principal exécutif du réseau (Ian Roberts)
- 2015 : Le Roi Scorpion 4 : La Quête du pouvoir  : Roland (Rodger Halston)
- 2015 : Masaan : Dr Chaudhary (Vineet Kumar (en))
- 2015 : Truth : Le Prix de la vérité : Ben Barnes (Philip Quast (en))
- 2016 : La Résurrection du Christ : Pierre (Steward Scudamore)
- 2016 : Gods of Egypt : Mnevis (Alexander England (en))
- 2017 : Conspiracy : ? (?)
- 2017 : Annabelle 2 : La Création du mal : Victor Palmeri (Brad Greenquist)
- 2024 : Nosferatu : Dr Wilhelm Sievers (Ralph Ineson)

#### Films d'animation
- 2000 : Chicken Run : Ric[5] (doublage cinéma)
- 2009 : Summer Wars : Mansuke Jannouchi
- 2013 : Monstres Academy : le yéti
- 2013 : La Reine des neiges : voix additionnelles
- 2014 : La Légende de Manolo : Chakal
- 2019 : Dragons 3 : Le Monde caché : Ack[6]

### Télévision

#### Téléfilms
- Peter Sattmann dans : 
  - Sucré et salé (2003) : Laurens Schneider
  - La Fille de mon cœur (2003) : Robert Clajus
- 2001 : Une famille meurtrie : Denver Dunn (Graham Beckel)
- 2004 : La Star et l'Enfant : le tueur à gages (Peter Lodge)
- 2006 : Rivalité maternelle : l'inspecteur Martin (Tyrone Benskin)
- 2008 : L'Ordre des Pirates : Dr Livesey (Aleksandar Jovanovic (de))
- 2009 : Diamonds : Armand de Guillencourt (Michael Richards)
- 2012 : À la recherche de Madame Noël : le guitariste chantant Love Me Tender [Qui ?]
- 2015 : Le Voleur au grand cœur : ? (?)
- 2016 : Le Tueur de la nuit : ? (?)

#### Séries télévisées
- Dan Martin (en) dans :
  - Amour, Gloire et Beauté (depuis 2006) : Bradley Baker
  - Esprits criminels (2016) : l'inspecteur McLeary (saison 11, épisode 19)

- Roger Allam dans :
  - Les Enquêtes de Morse (2012-2023) : l'inspecteur-chef Fred Thursday (36 épisodes)
  - The Missing (2016) : Adrian Stone (saison 2)

- Patrick Cox dans :
  - 2 Broke Girls (2013-2015) : John (14 épisodes)
  - Veronica Mars (2019) : Tayler Carr (saison 4)

- Steven Bauer dans :
  - Ray Donovan (2013-2017) : Avi (60 épisodes)
  - Hawaii 5-0 (2014) : Jimmy Sykes (saison 5, épisode 5)

- 1972 : Mission impossible : Joe Epic (Robert Goulet) (saison 7, épisode 4)
- 1997 : Affaires non classées : l'inspecteur Peter Ross (Mick Ford (en)) (saison 2)
- 1997-1998 : Oz : Arnold « Poète » Jackson (muMs da Schemer) (saisons 1-2)
- 1998-1999 : New York Undercover : le lieutenant Malcolm Barker (Thomas Mikal Ford (en)) (saison 4)
- 1998-2004 : Siska : le commissaire principal Peter Siska (Peter Kremer) (56 épisodes)
- 2000-2003 : La Guerre des Stevens : le principal Conrad Wexler (George Anthony Bell) (23 épisodes)
- 2000-2001 : Cleopatra 2525 : Creegan (Joel Tobeck) (6 épisodes)
- 2000-2002 : Queer as Folk : Pancho Ryder (Judah Katz) (4 épisodes)
- 2004 : New York Police Blues : Leonard Peeler (Bruce Young) (saison 11)
- 2004 : Murder City : l'inspecteur Adrian Dumfries (Geff Francis) (saison 1)
- 2004-2006 : Une famille presque parfaite : Perry (James Patrick Stuart) (6 épisodes)
- 2006 : Hôtel Babylon : Adam (Maynard Eziashi) (saison 1, épisode 5)
- 2006 : New York, police judiciaire : Bob Cerullo (Vincent Guastaferro (en)) (saison 16, épisode 12)
- 2006-2007 : Le Rêve de Diana : Dieter Sommer (Armin Dallapiccola (de)) (154 épisodes)
- 2006-2008 : Brotherhood : le député Donatello (Matt Servitto) (15 épisodes)
- 2006-2008 : Sur écoute : Slim Charles (en) (Anwan Glover) (2e voix, saisons 4-5)
- 2006-2013 : 30 Rock : Warren « Grizz » Griswold (Grizz Chapman (en)) (80 épisodes)
- 2007 : Californication : Nick Lowry (Lance Barber) (saison 1)
- 2007 / 2011 : Inspecteur Barnaby  : Beriars (Nigel Betts (en)) (saison 10, épisode 5) et Will Green (Richard Hawley (en)) (saison 14, épisode 6)
- 2008 : Breaking Bad : le manager (William Sterchi) (saison 1, épisode 5)
- 2008-2010 : The Border : l'inspecteur Darnell Williams (Jim Codrington (en)) (38 épisodes)
- 2009 / 2011-2012 : Les Feux de l'amour : Grimes (Michael James-Reed) et Angelo (Mike Starr) (30 épisodes)
- 2010 : Spartacus : Aulus (Mark Mitchinson (en)) (saison 1)
- 2011-2017 : Hawaii 5-0 : James Chen (Eric Nemoto) (3 épisodes)
- 2013-2016 : Banshee : Job (Hoon Lee) (37 épisodes)
- 2014 : Major Crimes : Jim (David Wells) (saison 3, épisode 14)
- 2014 : Once Upon a Time : Grand Pabbie (John Rhys-Davies) (voix, saison 4)
- 2015-2019 : Unbreakable Kimmy Schmidt : Coriolanus Burt (James Monroe Iglehart (en)) (4 épisodes)
- 2016 : Témoin à charge : Bernie (Ted Robbins (en)) (mini-série)
- 2017 : Suspect n°1 : Tennison (en) : Silas Manatos (Anthony Skordi (en)) (mini-série)
- 2018 : Black Earth Rising (en) : le général Simon Nyamoya (Danny Sapani) (mini-série)

#### Séries d'animation
- 1984 : Robotech : le général Rolf Emerson
- 1992 : Les Moomins : Papa Moomin (voix de remplacement)
- 1998[7] : Master Keaton : Stuart Pitok (épisode 2), Stock (épisode 4) et Monsieur Tokita (épisode 8)
- 1999 : Les Supers Nanas : Major Man (saison 1, épisode 13)
- 1999-2002 : Redwall : Asmodeus, le général Becdacier, Lamite et Barabal
- 2004-2009 : Foster, la maison des amis imaginaires : Eduardo[8]
- 2009-2011 : Super Hero Squad : Odin

### Jeux vidéo
- 2013 : Army of Two: The Devil's Cartel : Rios
- 2013 : Ryse : Son of Rome : Orateur
- 2014 : Sunset Overdrive : Walter et voix additionnelles
- 2017 : La Terre du Milieu : L'Ombre de la guerre : voix additionnelles
- 2024 : Final Fantasy VII Rebirth : voix additionnelles

## Voix off

### Émission
- Ink Master : Le meilleur tatoueur : Al Fliction, Mark Matthews, Thomas « TJ » Halvorsen, James « Danger » Harvey et voix additionnelles

### Documentaires
- 1991 : In Bed with Madonna : Christopher Ciccone (en)
- 2006 : Serengeti : panique dans le troupeau : voix off
- 2013 : Le vrai visage des Kennedy : biographe des Kennedy (David Nasaw)
- 2014 : Les secrets de la Seleção : Amarildo, Branco
- 2014 : Photographe de la nature : Mark W. Moffett
- 2015 : Öcalan et la question kurde : Cengiz Çandar, Hugh Pope, Adam Uzun.
- 2016 : A Cook Abroad : Dave Myers

## Discographie
- 1979 : Les parapluies de Cherbourg : avec  Lucette Filiu, Fabienne Guyon, Corinne Marchand et Gérard Rouzier Enregistré en 1979 à Paris - Théâtre Montparnasse. Édité en CD en 1989 (P) Levallois. - Levallois Musidisc.
- 1986 : Le Remplaçant et L'Endroit où la pluie cesse : double album La Valise en carton chez Carrère 66.346
- 1989 : Rocky Tam Tam et Le Magicien Mistopheles : double album 33T et CD Cats. Enregistré le 23 février 1989. distrib. Polygram. Division Polydor
- 2008 : L'amour et les affaires, La complainte du producteur et La plume assassine : album Audimat chez Universal Music
- 2011 : Hymne à l'amour; album La nouvelle Blanche-Neige avec Benoit Marechal, Laurent Benegui, Christophe Berthier
- 2013 : Léon le vieux lion et Chanson pour la baleine bleue : album Les chansons de Gabilolo, Vol. 1, Various artists

## Emission radio
- 2018 : Arnold ou la Virilité en danger : émission podcast de France Culture " Personnages en personne " animée par Charles Dantzig .
- 2023 : Zaza Napoli (trilogie des folles 3/3) : émission podcast de France Culture " Personnages en personne " animée par Charles Dantzig .